# Azure Sphere
「Azure Sphere は、インターネットに接続されたデバイス (IoT) 向けの組み込みの通信およびセキュリティ機能を備えた、安全な世界クラスのアプリケーション [2] プラットフォームです。マイクロソフトが所有しています。このプラットフォームは、セキュア シリコン チップを中心に構築された統合ハードウェア、Linux ベースのハイエンド オペレーティング システムである Azure Sphere OS (Azure Sphere のオペレーティング システム)、およびクラウドベースのセキュリティ サービスである Azure Sphere Security Service で構成されています。継続的で再生可能なセキュリティ。 Azure Sphere のセキュリティは、高度に安全なデバイスに必要な 7 つの特性に関する Microsoft Research の見解に基づいて開発されました。

## 概要
Azure Sphereはマイクロソフトが公開する最初のLinuxディストリビューションであり、Unix系OSとしては同社では2番目に登場するOSである。マイクロソフトでは従来からLinuxディストリビューションを開発していたが、社内利用目的で外部には非公開であった。

## 構成
Azure Sphereは以下の要素から構成される。

### Azure Sphere MCU
Xboxでの経験と学習から作られたセキュリティが組み込まれたMCU（マイクロコントロールユニット）。

### Azure Sphere OS
複数層のセキュリティとカスタマイズされたLinuxカーネルから構成されるIoT向けのOS。

### Azure Sphere Security Service
Azure Sphereデバイスを保護するためのクラウドサービス。

## 対応するプロセッサ
- MediaTek MT3620[11] - ARMベース